# Volte (Reiten)
Die Volte ist eine Bahnfigur aus dem Reitsport, bei der das Pferd einen Kreis läuft.

## Ausführung
Wie beim Reiten auf gebogenen Linien ist auch in der Volte das Pferd entsprechend dem Radius der Wendung gestellt und gebogen. Die Hinterhufe fußen in die Spur der Vorderhufe, da sich das Pferd auf einem Hufschlag bewegen soll. Takt und Schwung gehen in der Volte nicht verloren. Die Volte ist eine versammelnde Lektion.
Wird die Volte an einem bestimmten Bahnpunkt gefordert, so wird in dem Moment abgewendet, in dem die Schulter des Pferdes auf Höhe des Punktes ist. Die Volte wird so beendet, dass die Schulter des Pferdes am Punkt den Hufschlag wieder erreicht.

## Anforderungen gemäß FN
Im deutschen Turniersport werden in Dressurprüfungen und Stilspringprüfungen mit Standardanforderungen Volten verlangt. Der Durchmesser der Volte hängt von der Klasse ab. In Klasse A werden Volten im Trab mit einem Durchmesser von 10 m gefordert, in Klasse L und M Volten im Trab und Galopp mit einem Durchmesser von 8 m und ab Klasse S im Trab und Galopp mit einem Durchmesser von 6 m.

## Verwandte Bahnfiguren
Weitere, mit der Volte verwandte Bahnfiguren sind die Halbe Volte und die Kehrtvolte.
- Eine Halbe Volte beschreibt einen Halbkreis. Halbe Volten werden insbesondere in der Kombination Halbe Volte links – Halbe Volte rechts (bzw. andersherum) geritten, wodurch eine halbe Acht entsteht.

- Die Kehrtvolte ist eine Figur, die einen Handwechsel erzeugt. Beginnend mit einer Halben Volte wird vom Scheitelpunkt der Halben Volte in gerader Linie zurück zum Hufschlag geritten. Es entsteht eine Form, die an einen asymmetrischen Tropfen erinnert.